# Abu Nuwas
Abū Nuwās al-Hasan Ibn Hāni' al-Hakamī (en árabe: أبو نواس الحسن بن هانئ الحكمي‎) (Ahvaz, Irán, 747-Bagdad, 815), o simplemente Abū Nuwās (أبو نواس) o Abu Novas en transliteración persa, fue uno de los más grandes poetas clásicos árabes. Nacido en la ciudad de Ahvaz (Persia), en el actual Irán, de padre árabe y madre persa, se convirtió en un maestro de todos los géneros contemporáneos de la poesía árabe, pero su reputación se basó en poesía báquica (خمريات jamriyyat), y hacia el amor homosexual (مذكرات mudhakkarat). Abu Nuwas entró así en la tradición folclórica, como poeta celebrado y disoluto, presente como personaje varias veces en el libro Las mil y una noches.
Murió durante la  Gran Guerra Civil Abbasida antes de que Al-Ma'mūn avanzara desde Khurāsān en 199 o 200 AH (814– 816 d. C.).

## Vida y trabajos tempranos
Su padre, Hani, a quien Abu Nuwas jamás conoció, pertenecía a la tribu árabe de los Banū Sa'd y era soldado del ejército de Marwan II, y su madre Golban, de oficio tejedora, era persa, por cuanto desde niño habló indistintamente persa y árabe.
Las biografías difieren en la fecha de nacimiento de Abu Nuwas, situándola entre 747 y 762. Algunos dicen que nació en Damasco, en Basora o Ahwaz, siendo su nombre al-Hasan ibn Hani al-Hakami. Su pseudónimo, Abu Nuwas (Padre del cerrojo de cabello), se refiere a las dos largas guedejas que le caían en los hombros.
Vivió su juventud en Basora, donde estudió el Corán y gramática y tuvo por maestro y amante al poeta Waliba ibn al-Hubab, bardo libertino, que se lo llevó a vivir con él a la ciudad de Kufa. De regreso en Basora estudió con Jalaf al-Ahmar, un maestro en poesía preislámica. Para mejorar su árabe, vivió una temporada entre los beduinos del desierto, pero detestaba esa vida y decidió volver a la populosa Bagdad.

## Exilio y prisión
Abu Nuwas fue forzado a huir a La Meca y luego a Egipto por un tiempo, después de escribir una elegía de alabanza a los Barmakíes, la poderosa familia de jerarcas protectores de Abu y perseguida y asesinada por el califa de ese entonces, Harún al-Rashid de la dinastía abbasí. A pesar del aprecio que suscitaba en la corte, no dejó de pasar alguna temporada en la cárcel como consecuencia de su vida hedonista y de su afición al vino.
Volvió a Bagdad en 809, acaecida la muerte de Harún al-Rashid y ascendiendo al trono AlMuhammad al-Amin, el joven y libertino hijo de Al-Rashid, de apenas veintidós años, y antiguo pupilo de Abu Nuwas, un golpe de suerte, durante el cual se cree que escribió la mayoría de sus poemas, ya que Al-Amin no sólo era un amante de las artes y las letras sino que, además, compartía el hedonismo de Abu Nuwas, siendo su comisión real más famosa la casida que compuso en alabanza de Al-Amin. Para desgracia de Abu, el califa murió a los cuatro años de reinado y le sucedió su hermano, también amante de las letras y las artes, pero no así de los bebedores y rebeldes.
Se dice que el secretario de Al-Ma'mun engañó a Abu Nuwas para que escribiera una sátira contra Ali, el yerno del Profeta, mientras estaba ebrio. Zonbor leyó deliberadamente la poesía en público, y se aseguró de que Nuwas siguiera en prisión. Dependiendo de la bibliografía que se consulte, Abu Nuwas murió en prisión, o fue envenenado por Ismail bin Abu Sehl, o ambas, hacia el año 815.

## Legado
Abu Nuwas es considerado uno de los grandes poetas de la literatura árabe clásica. Influyó en muchos escritores posteriores, como Omar Jayyam y Hafiz de Shiraz (ambos persas) e Ibn Quzman (poeta andalusí), por mencionar sólo algunos.
Entre sus poesías mejor conocidas destacan aquellas que ridiculizan las Mu`allaqat, es decir, los poemas de la poesía preislámica cuyo tema es la nostalgia por el beduinismo, y que alaban la vida moderna en Bagdad como un contraste.
Cultivó primero una poesía en la tradición árabe clásica, y luego la abandonó en favor de temas nuevos. Gran parte de su poesía recurre al tópico báquico y erótico, en consonancia con su vida disipada. Las descripciones de sus juergas que, generalmente, transcurren en una taberna judía o cristiana por la noche, son de gran realismo.
Una personificación concupiscente de Abu Nuwas aparece en varias ocasiones en Las mil y una noches.
Su libertad de expresión, su celebración al amor y al sexo entre hombres, continuaron encendiendo el ánimo de sus censores:

¿Me Amas?
Cuando vi a aquel hermoso joven,
él reía con godeos.
Estábamos los dos solos, en fin,
solos con Dios. Y sin embargo,
él puso su mano en la mía
y me habló vasto tiempo;
después me dijo "¿me amas?".
"Sí, más allá del amor".
"Y por tanto -dijo-,¿me deseas?".
"Todo en ti es deseable".
"Teme entonces y olvídame así..."
"Si mi corazón quisiera obedecerme..."
Traducción de Alfonso Bolado del original de Abu Nuwas

Su producción poética fue recogida después de su muerte por los eruditos al-Suli y Hamza al-Isbahani. Se conservan aproximadamente 13 000 versos. A pesar de ser uno de los poetas árabes más apreciados, algunas de las ediciones actuales de sus obras obvian, por razones de recato, incluir los muchos poemas que dedicó a sus múltiples amantes varones.
Mientras que sus obras fueron ampliamente conocidas hasta los primeros años del siglo XX, en 1932 la primera edición moderna y censurada fue publicada en El Cairo, dejando de lado enteramente toda la poesía homoerótica. 6000 libros de su poesía fueron quemados por el Ministerio Egipcio de Cultura en enero de 2001.. En la entrada de la Enciclopedia Arábiga Global saudí sobre Abu Nuwas, se omite toda mención a la pederastia.

### Poesía báquica
Gran parte de su poesía es báquica, de acuerdo con su vida disipada.  Las descripciones de sus juergas que, generalmente, transcurrían en una taberna judía o cristiana por la noche, son de un gran realismo y a la vez de un esteticismo de una calidad que avanza espectacularmente a sus más brillantes antecesores.

«El vaso es tan delgado y el vino tan límpido!

Como distinguirlo? Difícil asunto!

Es como si sólo hubiera vino y no vaso;

como si sólo hubiera vaso y no vino. »

El género báquico o khamriyya fue un arte poético árabe de los más cultivados, que recorrió desde lo más profundo de la península arábiga hasta el Andalus, y Abú Nuwa fue uno de los poetas arabopersas que más expuso este tema en su obra. Los poemas de este género, el autor los describe a modo de metáforas y mezcla con gran personalidad y armonía exquisitos juegos de palabras tales como copas, cuencos y cálices, tabernas o conventos, cristianos o judíos, hermosas mujeres escondidas en ánforas, los padres de las cuales sólo las entregan a cambio de una buena dote, vida cortesana con lujos o campamentos en ruinas, perfumes y religión.

«Allí donde están las flores,

el buen vino y los laúdes,

detente y no te muevas.

Que vierta la copera

que inspira los poemas.

Que baile el vino en la mezcla

dentro de las copas y dorcas.

Que brillen las burbujas

como estallan los rayos,

el día de tormenta. »

- Traducción catalana: Anna Gil y Jaume Ferrer Carmona

- El vino y sus atributos : vista, olfato, tacto, oído, gusto y los efectos del vino.

Abu Nuwas rodea el vino con los atributos de los cinco sentidos; el vino tiene el poder de iluminar de noche el rostro de la persona amada, el calor de las noches de invierno, o como el sol ciega los ojos de quien lo mira. El perfume que exhala es como el aroma de una manzana y su perfume lo compara al aliento del amado o las flores del jardín donde beben los amigos. El tacto que tiene el vino es suave como la seda ya través de la copa de vidrio, cuando la transporta el copero en sus dedos se refleja el color rojo, con el que parece teñir de sangre sus manos. Según Abu Nuwas el vino habla y cuenta secretos al bebedor. El sabor del vino, lo define como «picante como la pimienta» o «amargo hasta encoger la nariz» -en aquella época el vino era una bebida espesa y debía ser mezclado con agua-. Entre los numerosos efectos que describe del vino.
- Comensales, coperos y censores: el poeta, el copero, los comensales y el censor.

El poeta no separa el género báquico del erótico; así, presenta los comensales junto con los servidores del vino como objetos eróticos llenos de amor y libertinaje, junta la pasión por ambos géneros junto al poder del poeta. Al copero o servidor del vino, lo compara, a veces, con una gacela de mirada y movimientos seductores, sirve el vino en la copa y en sus ojos se aprecia otra especie de vino embriagador también. Como si fuera una metáfora, a veces Abu Nuwas nombra el copero Gulam con una terminación femenina gulaminyya, representando en este caso el amor casto por el vino y en el otro el amor obsceno que le inspira el copero. A los comensales, siempre los define como personajes inteligentes y de gran sensibilidad. La censura o el censor son criticados abiertamente, muchos de sus poemas, los comienza con una frase dirigida a este censor para rogarle que deje su crítica, es un personaje mostrado siempre de manera odiosa y haciendo la contra siempre a sus acciones , cuando más le argumenta el censor para dejar de beber más le incita a él a hacer lo contrario y animar a sus amigos a continuar bebiendo.
- El espacio báquico: las tabernas, los conventos, los jardines y la corte.

Los espacios donde se celebran todos sus poemas báquicos somos muy diversos, aunque con algo en común: se encuentran siempre el poeta y sus amigos rodeados por los placeres de la música, el amor y el vino. Las tabernas se encontraban, como los conventos, extramuros de Bagdad, entre viñedos que solían producir su propio vino y regentadas por judíos o cristianos; acudir a estos lugares solía ser siempre de noche; los taberneros, siempre antes de abrir su puerta, interrogaban el grupo de amigos para estar seguros de su solvencia; allí, muchas de estas noches, y debido a la embriaguez, debían quedarse a pasar una o varias noches. Las noches en los conventos cristianos donde les ofrecían el vino por ellos producido, solían ser relatadas más o menos como las tabernas, con la diferencia que Abu Nuwas da muchas noticias de la organización de la vida monacal. Los jardines y huertos son sitios relatados para el disfrute de la bebida del vino junto con su grupo de amigos, bajo los árboles y rodeados de flores, acompañados por músicos y cantantes; en estos lugares, los poemas son comparados siempre con el perfume y la belleza de las flores. Finalmente, dentro de los palacios de la corte del califa, es donde se celebraban las mejores fiestas; la bebida se unía a la música, la poesía y los más selectos placeres.
- Vino y el Islam: beber en ramadán, la peregrinación a la taberna, los otros preceptos del Islam, el vino y el demonio.

Según el poeta sirio Ali Ahmad Said Esber, conocido por su seudónimo Adonis, Abu Nuwas es el «poeta de la falta por ser el poeta de la libertad», pues convirtió la vida del placer, y secretamente el vino, en elemento de culto y consiguió un lenguaje propio como una simbología de una religión; el mismo Abu Nuwas refería: «yo tengo mi religión»; su poesía le sirvió para mostrar en su época un elemento de modernidad la de su acción y opinión libre: «la moral de la falta».
El poeta fue provocador contra una de las grandes aportaciones de la península arábiga y su gente: el islam. Los preceptos de la religión islámica hicieron que cometiera las peores faltas. El mes de Ramadán y sus leyes fueron objeto por parte del escritor de sátiras y blasfemias, durante el cual continuó bebiendo a escondidas junto con sus amistades, según dice, encerrados en tabernas o también haciéndose pasar por cristianos. Cambió el peregrinaje a La Meca por otro simbólico a Bagdad y sus viñedos y tabernas. En su poesía, simula una conversación entre un alfaquí y su discípulo, el que pregunta los deberes para ser un buen musulmán; el maestro responde con tacos contra los preceptos más sagrados de su religión. En otro poema, seduce el mismo poeta al demonio, al que propone un pacto: el invocará siempre que necesite su ayuda a cambio de que el diablo no pierda su adoración; así, por ejemplo, siempre que un enamorado de Abu Nuwas no cae en sus brazos, recurre al diablo.
- Vino y poesía: el campamento abandonado y la intratextualidad.

La obra de Abu Nuwas siempre es crítica para con los árabes y sus tradiciones; llega también a la crítica de la poesía clásica beduina; es contrario a la distribución precisa y al tratamiento establecido sobre el trato de algunos temas. Como el nasib o prólogo amoroso con el que siempre se empieza la casida clásica, en la que los poetas se quejan ante la visión del campamento donde se encontraba su amada, abandonado por su tribu nómada. Siempre en este punto, los poetas recuerdan los momentos vividos junto a su amor. Abu Nuwas inicia muchos de sus poemas con su sarcasmo habitual, y en lugar de llorar ante el campamento abandonado y la ausencia de su amada, el poeta incita a continuar bebiendo y describe en lugar del recuerdo a su amada el recuerdo de la noche pasada con sus amigos bebiendo y con su amado, menciona las tabernas en lugar de los campamentos del desierto. Así, Abu Nuwas, aunque inserta algunas veces versos de otros poetas en su obra con la misma métrica y rima, siempre cambia los matices y los sentimientos que mostraban los anteriores poetas.

### Poesía erótica
Difundió el disfrute, tanto el legítimo como el "ilegal", ocurrente y divertido. Su disoluta actuación lo convirtió en perverso y polimorfo de noche, y cosmopolita y aristócrata de día. Sus actuaciones, desde la protección del califa, estaba llena de fantasía y excentricidades. Su poesía desborda sexo, erotismo, poder y ostentación. Al leer su poesía, se tiene la sensación de asistir a una orgía en una taberna en el desierto, con jarrones desbordantes de néctares, comida abundante y copas llenas de vino. Leyéndolo, se puede imaginar la sombra de debilitadas esclavas y amores sumisos, mezclado con comensales e invitados cínicos y frívolos.
Cultivó la poesía erótica sin sentirse limitado por ningún tema, con la agudeza que le permitía su asumido libertinaje. Ataca de manera directa y altera los hábitos adquiridos. Se expresaba directamente, sin pseudónimos hipócritas ni calificativos o sustitutivos equívocos. Llamaba las amantes por su nombre y las halagaba tratándolas de deas. Una libertad en su expresión imposible de entender en la sociedad de su tiempo. Desde esta posición, desarrolló nuevas actitudes, como el culto a la apariencia, la afición por el erotismo, los convencionalismos y el refinamiento. Una actitud valiente y un estilo independiente que situaron el poeta como un adelantado de la modernidad con una gran influencia en la poesía árabe.
Abu Nuwas es considerado uno de los grandes de la literatura árabe clásica. A pesar de su literatura irreverente y la mala reputación que tuvo en vida, influyó en muchos escritores posteriores, como el poeta y matemático Omar Khayyam (siglo  XI) y el poeta místico Hafez de Shiraz de Shiraz (siglo XIV) (ambos persas). Una caricatura hedonista de Abu Nuwas aparece en varias ocasiones en Las mil y una noches. Entre sus poesías más conocidas, destacan aquellas que ridiculizan los Mu'allaqat, es decir, los poemas de la poesía preislámica, el tema es la nostalgia por el beduino, y alaban la vida moderna en Bagdad como contraste.

## Obras
Ismail bin Nubakht, contemporáneo de Nuwas's contemporaries, expresó:

"Nunca conocí a un hombre de mayor conocimiento que Abu Nuwas, ni a uno que, con una memoria tan ricamente amueblada, poseyera tan pocos libros. Después de su muerte, registramos su casa y solo pudimos encontrar una cubierta de libro que contenía una carpeta de papel, en la que había una colección de expresiones raras y observaciones gramaticales.."

Las primeras antologías de su poesía y su biografía fueron producidas por:
- Yaḥyā ibn al-Faḍl y Ya‘qūb ibn al-Sikkīt ordenaron sus poesías en diez categorías según el tema, en vez de por orden alfabético. Al-Sikkīt escribió un comentario de 800 páginas.[22]
- Abū Sa’īd al-Sukkarī[23] editó su poesía, incluyendo comentarios y notas lingüísticas; pudo editar aproximadamente unos dos tercios de la obra de mil folios.[24][25]
- Abū Bakr ibn Yaḥyā aI-Ṣūlī editó su obra, organizando los poemas alfaberticamente, y corrigiendo algunas atribuciones falsas.
- ‘Alī ibn Ḥamzah al-Iṣbahānī también editó sus escritos, compiló las obras alfabéticamente.[26]
- Yūsuf ibn al-Dāyah[27]
- Abū Hiffān [28][29]
- Ibn al-Washshā’ Abū Ṭayyib, erudito de Bagdad[30][31][32][33]
- Ibn ‘Ammār[34] escribió una crítica a la obra de Nuwas, incluyendo citas en las cuales a su criterio había cometido plagio.[35][36]
- Al-Munajjim family: Abū Manṣūr; Yaḥyā ibn Abī Manṣūr; Muḥammad ibn Yaḥyā; ‘Alī ibn Yaḥyā; Yaḥyā ibn ‘Alī; Aḥmad ibn Yaḥyā; Hārūn ibn ‘Alī; ‘Alī ibn Hārūn; Aḥmad ibn ‘Alī; Hārūn ibn ‘Alī ibn Hārūn.[37][38][39][40][41]
- Abū al-Ḥasan al-Sumaysāṭī también escribió una loa a Nuwas.[42]